# 下越川駅
下越川駅（しもこしかわえき）は、北海道斜里郡斜里町字越川にかつて存在した、日本国有鉄道（国鉄）根北線の鉄道駅（廃駅）である。事務管理コードは▲111802。

## 歴史
- 1957年（昭和32年）11月10日：根北線の開業と同時に新設。旅客のみ取り扱い[2]。駅員無配置駅[3]。
- 1970年（昭和45年）12月1日：根北線の全線廃止に伴い、廃駅となる[4]。

## 駅構造
- 板張り構造の単式ホーム1面1線を持ち、越川寄りに木造の待合室を有していた。

## 駅跡
- 当駅の遺構は現在、何も残っておらず、駅跡地は畑になっている。

## 隣の駅
日本国有鉄道
根北線
以久科駅 - <西二線仮乗降場> -　下越川駅 - <十四号仮乗降場> - <十六号仮乗降場> - 越川駅